# Tropik (namiot)
Zasugerowano, aby zintegrować ten artykuł z artykułem Namiot (dyskusja). Nie opisano powodu propozycji integracji.
Niektóre z zamieszczonych tu informacji wymagają weryfikacji.
Dokładniejsze informacje o tym, co należy poprawić, być może znajdują się w dyskusji tego artykułu.
 Po wyeliminowaniu niedoskonałości należy usunąć szablon {{Dopracować}} z tego artykułu.

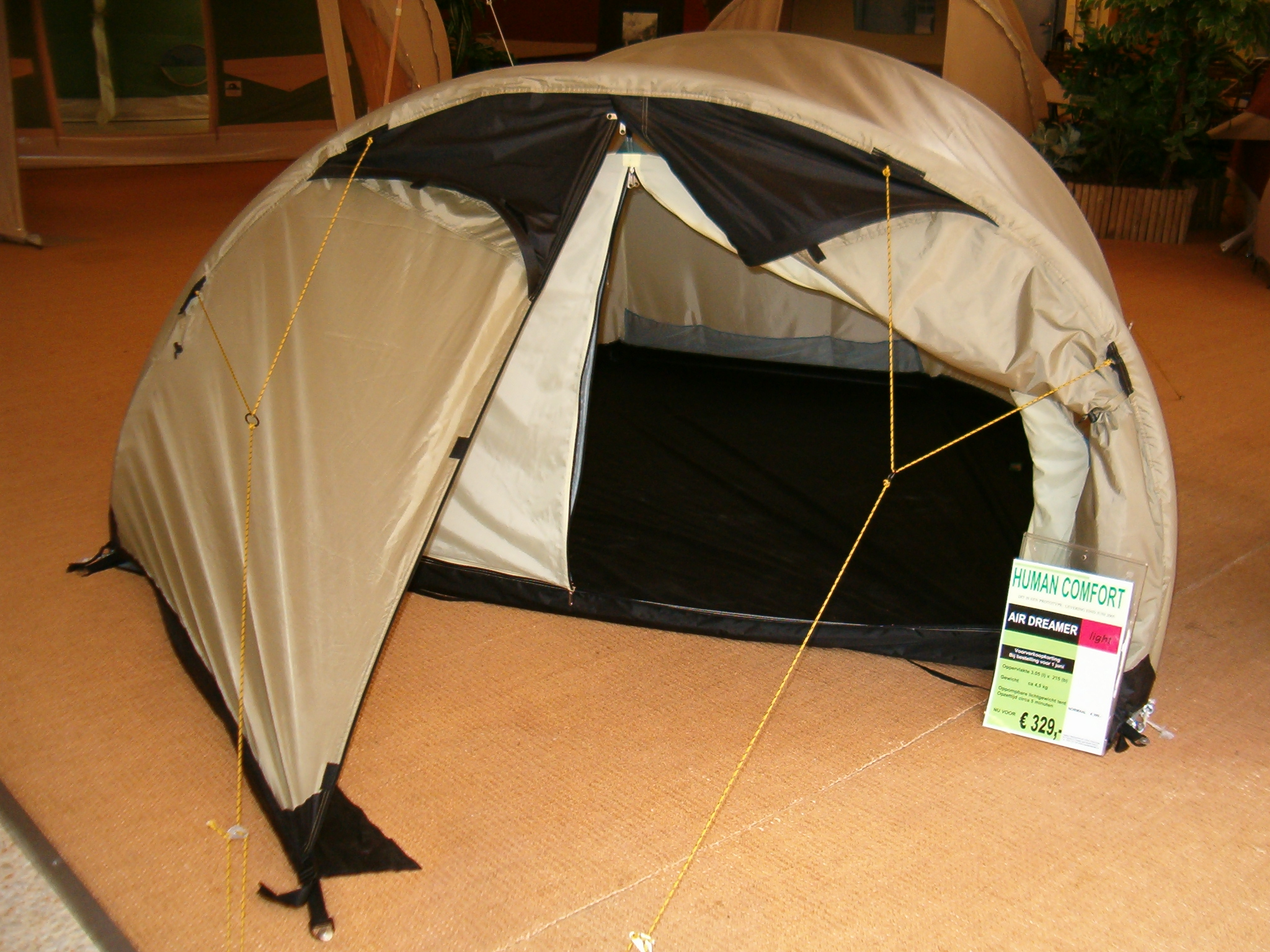
Namiot z widocznym tropikiem

Tropik - warstwa namiotu, zabezpieczająca przed deszczem oraz utratą ciepła.
Pierwotnie budowano namioty jednopowłokowe, zabezpieczające przede wszystkim przed deszczem, pozbawione nawet podłogi, tak jak współczesne namioty konstruowane z 2 żołnierskich pałatek. Nie później niż w XVII w. pojawiły się namioty, w których dach był zespolony z podłogą, co polepszało komfort cieplny poprzez zapewnienie szczelności, co dodatkowo zabezpieczało w dużym stopniu przed dostawaniem się stawonogów i drobnych kręgowców do wnętrza namiotu.
Ponieważ komfort cieplny pozostawał niewystarczający, zaczęto podwieszać pod dach namiotu dodatkową powłokę - izolację termiczną. Ten typ konstrukcji zachował się do czasów współczesnych w dużych namiotach wojskowych.
Konstruktorzy namiotów turystycznych spostrzegli, że dodatkową izolację cieplną stanowi nie tyle flanelowa tkanina, co warstwa powietrza, zamknięta pomiędzy dwiema powłokami. Zastąpiono więc grubą flanelę cienką, lekką i oddychającą tkaniną, tworzącą sypialnię namiotu. Ponadto dostrzeżono korzyści łączenia z podłogą powłoki wewnętrznej sypialni, a nie wodoszczelnego dachu. Tak skonstruowany namiot, który wewnątrz ma sypialnię, zamkniętą, wodoszczelną od spodu, a przepuszczalną od wierzchu, która jest następnie przykrywana wodoszczelnym dachem, dominuje we współczesnej ofercie sprzętu turystycznego. W niektórych typach namiotów sypialnia jest podwieszana od wewnątrz do stelażu, zbudowanego z prętów metalowych lub z włókna szklanego, a oprócz niej istnieje przedsionek, pozbawiony podłogi.